# Asplenium stauntonii
Asplenium stauntonii är en svartbräkenväxtart som beskrevs av Edwin Bingham Copeland. Asplenium stauntonii ingår i släktet Asplenium och familjen Aspleniaceae. Inga underarter finns listade.